# جيمي أديتيا
جيمي أديتيا (بالإندونيسية: Jamie Aditya)‏ هو مغني وممثل إندونيسي، ولد في 1970 في أستراليا.

## وصلات خارجية
- جيمي أديتيا على موقع ميوزك برينز (الإنجليزية)
- جيمي أديتيا على موقع ديسكوغز (الإنجليزية)